# Bravely Default II
Bravely Default II est un jeu vidéo de rôle développé par Claytechworks et Team Asano et édité par Square Enix, sorti sur Nintendo Switch le 26 février 2021 et sur Microsoft Windows le 2 septembre 2021.

## Prémisse et système de jeu
Bravely Default II est le troisième jeu de la série Bravely, après Bravely Default et son successeur Bravely Second,. Alors que Second était une suite directe de l'histoire de Default, Default II apporte une nouvelle histoire et de nouveaux personnages. Semblable aux titres précédents, le jeu se joue comme un jeu vidéo de rôle avec des batailles au tour par tour. Le jeu contient également une variante du système "Brave Point" du jeu précédent, et l'utilisation de la collecte de différents "astérisques" pour changer les classes du personnage.

## Histoire et personnages
Situé dans un nouveau monde des jeux précédents, sur un continent nommé Excillant, divisé par cinq royaumes différents, le jeu suit quatre personnages principaux : un jeune marin nommé Seth, une princesse réfugiée nommée Gloria, un érudit itinérant nommé Elvis et une mercenaire nommé Adèle.

## Développement
Le jeu a été annoncé pour la Nintendo Switch aux Game Awards en décembre 2019. Le producteur de la série de jeux Tomoyo Asano a déclaré que la raison du titre du jeu, Bravely Default 2, était due à sa conviction que Bravely Second n'a pas répondu aux attentes des fans, et sa critique a rendu difficile pour l'équipe de continuer sur cette voie. Le moral et les finances de l'équipe se sont améliorés après la sortie du titre mobile uniquement au Japon Bravely Default: Fairy's Effect et du titre de Switch 2018 Octopath Traveler, et l'équipe a décidé de revenir à la série, mais avec un nouveau départ, avec un jeu plus similaire au jeu Default originel à la place. Le développement du jeu est ainsi confié à Claytechworks qui a travaillé sur Bravely Default: Fairy's Effect, et plus à Silicon Studio qui a développé les deux premiers opus de la série. Revo, qui a composé la bande sonore de Default mais n'est pas revenu pour Second, a également été annoncé pour revenir pour Default 2.
Une démo du jeu a été annoncée et publiée lors d'une présentation Nintendo Direct le 26 mars 2020. Square Enix a également annoncé qu'ils prendraient les commentaires des fans de la démo et les implémenteraient dans la version finale. La démo présente une histoire non présentée dans le jeu final.

## Accueil
La démo de Bravely Default II a été généralement saluée, bien que de nombreuses publications aient noté que la démo était trop difficile,,,, et espéraient un retour des paramètres de difficulté variables des jeux précédents dans le séries, USGamer a estimé que trop de farming était nécessaire pour rester compétitif contre les ennemis, en particulier pour une démo de jeu. À l'inverse, Kotaku a noté que le farming était plus amusant que de nombreux autres jeux du genre. RPGamer a félicité les graphismes du jeu pour être un mélange impressionnant du style artistique Bravely Default et des effets spéciaux issus de Octopath Traveler.
Steve Watts de GameSpot l'a nommé "jeu le plus attendu de 2020".